# Черна топола
Черната топола (Populus nigra) е широколистен дървесен вид от семейство Върбови (Salicaceae).

## Разпространение
Черната топола може да се види най-често по речните долини, но и из равнините и широколистните гори, където е разпространена върху влажни и песъчливи почви. В България се среща до 700 м  надморска височина, като образува крайречни съобщества заедно с бялата топола и върбите. Рядко се среща на каменливи почви. Среща се и край брега на морето.

## Описание
Черната топола е бързорастящо листопадно дърво с плитка коренова система. Достига на височина до 30 м. Короната е широко разперена, като една част от клоните са хоризонтални, а другите са приповдигнати.
Кората на старите дървета е дълбоко напукана и тъмносива. Младите леторасли са цилиндрични и жълтеникави първоначално, след което посивяват и стават лъскави и голи. Пъпките са ароматни и лепкави при разпукване. Листата (5 – 10 см дължина) са яйцевидно-триъгълни до ромбично-продълговати. Первазите им са тъпо назъбени и имат удължен връх. По късите клонки листата са предимно триъгълни и със заоблена основа. Цветовете са събрани в мъжки и женски реси, които се образуват на различни дървета (двудомност)

## Болести и вредители
- Ръжда по бялата топола – причинява се от гъбата Melampsora pinitorqua и се изразява в извиване на връхния леторасъл под формата на буквата S и последващо изсъхване. По долната страна на листата се образуват оранжево–жълти или кафяви некрозни петна, вследствие на което листата опадат преждевременно. Младите фиданки трябва да се третират с бордолезов разтвор или друг подходящ препарат през лятно-есенния период.
- Цитоспороза по кората на тополите – причинява се от гъби от род Cytospora, като най-често срещаният причинител е Valsa sordida. По кората на дърветата или по младите клонки около дръжките на листата се появяват петна с различни размери и неправилна форма. Вследствие на нападението кората на засегнатите дървета почервенява като некрозиралата област ясно се очертава от здравата част. Засегнатата кора набъбва и под нея ясно се виждат плодните тела на гъбата – причинител. Ако са засегнати клонките, по цялата обиколка, тази част, която е над некрозните образувания умира.
- Вредителите, които се срещат по тополите, в частност черната топола, са тополов листояд, тополов цигарджия, малка тополова стъклянка.

## Галерия
- Кора
- Листа – илюстрация
- Семена – „пухчета“